# Tola Minc
Tola Tauba Minc, także Tolla Mintz, właśc. Tałba Łaja Minc z domu Mintz (hebr. טולה מינץ, ur. 1 września 1901 w Łodzi lub Mławie, zm. 21 sierpnia 1942 w Treblince) – polska lekarka i stomatolożka pochodzenia żydowskiego, działaczka Bundu.

## Życiorys
Tola Tauba Minc urodziła się w rodzinie o tradycjach socjalistycznych. Wychowywała się w Łodzi. Do 15 roku życia uczyła się w domu ze względu na zły stan zdrowia. W 1916 została przyjęta do gimnazjum Marii Kochersonowej, a następnie uczyła się w Wyższej Szkole Realnej Emilii Siemieckiej. W tym czasie działała w Bundzie. W 1920 podjęła studia na wydziale filozoficznym w Warszawie, natomiast około 1922 wyjechała do Wilna, gdzie rozpoczęła pracę jako nauczycielka języka polskiego i literatury polskiej w szkołach zawodowych oraz podjęła studia w Wilnie na wydziale lekarskim Uniwersytetu Stefana Batorego, które ukończyła w 1928. Po studiach powróciła do Łodzi – pracowała w szpitalu dziecięcym im. Anny Marii pod kierownictwem Tadeusza Mogilnickiego oraz współprowadziła żłobek dziecięcy Towarzystwa Ochrony Zdrowia miasta Łodzi. Następnie przebywała przez kilka lat na Kresach Wschodnich, a później zamieszkała w Warszawie, gdzie m.in. dokształcała się w klinice stomatologicznej prof. Alfreda Meissnera, uzyskując tytuł lekarza dentysty. Następnie pracowała w Sanatorium Towarzystwa Centos w Otwocku, gdzie przeżyła niemieckie bombardowanie obiektu w trakcie II wojny światowej. Od 1936 leczyła także w sanatorium im. Włodzimierza Medema w Miedzeszynie.
Od 1939 przebywała w Warszawie, gdzie była lekarzem w Drużynach Sanitarnych, Obronie Domowej, Obronie Przeciwpożarowej i Czerwonym Krzyżu. Po mobilizacji jej męża na front, a następnie zniszczeniu jej domu przez pociski artyleryjskie, przeprowadziła się z synem do Miedzeszyna znajdującego się w getcie w Falenicy, gdzie w pełni zaangażowała się w działalność sanatorium i została dyrektorką placówki. Gdy 20 sierpnia 1942 Gestapo przybyło do miejscowości z rozkazem likwidacji placówki i transportu dzieci do obozu zagłady w Treblince, umożliwiając opiekunkom ucieczkę z ośrodka, wraz z Rozalią Ejchner i Hendusią Himelfarb odmówiły, podejmując decyzję o pojechaniu do Treblinki wraz z dziećmi i objęciu ich opieką w trakcie podróży. Przed transportem do obozu koncentracyjnego Tola Minc pomogła w ucieczce z getta personelowi sanatorium.
Zginęła w sierpniu 1942 w obozie zagłady w Treblince wraz ze swoim synem, pozostałymi opiekunkami oraz 200 dziećmi.

## Życie prywatne
Jej ojcem był Izrael Mosze Minc, a matką Chaja Sara. W 1928 poślubiła kolegę ze studiów, lekarza i działacza Komunistycznej Partii Polski, Henryka Maurycego Minca. W 1933 urodził im się syn, Oskar Karol. Jej bratem był Pinkus Minc – trockista, współpracownik syna Lwa Trockiego – Lwa Siedowa.
Językiem ojczystym Toli Minc był polski, władała również biegle niemieckim, rosyjskim i jidysz.

## Publikacje
- „O promienicy jamy ustnej”, 1939[3].